# Östrogenrelaterad receptor gamma
Östrogenrelaterad receptor gamma eller östrogenrelaterad receptor 3 (ESRRG) är en kärnreceptor som liknar östrogenreceptorerna, men som saknar känd naturlig ligand, det vill säga att det inte finns något känt hormon i kroppen som aktiverar receptorn. Däremot reagerar den på syntetiska östrogenliknande ämnen.
Östrogenrelaterad receptor gamma tillhör den större klassen östrogenrelaterade receptorer vilka har sitt namn av att de förekommer på samma ställen i kroppen som östrogenreceptorerna och reagerar på likartade sätt. Genen som kodar för receptorn finns lokaliserad på  1q41 och upptäcktes 1998. Syntetiska östrogener som dietylstilbestrol och 4-hydroxitamoxifen (afimoxifene) verkar genom receptorn, som även tycks reagera på bisfenol A.